# Rue de nuages

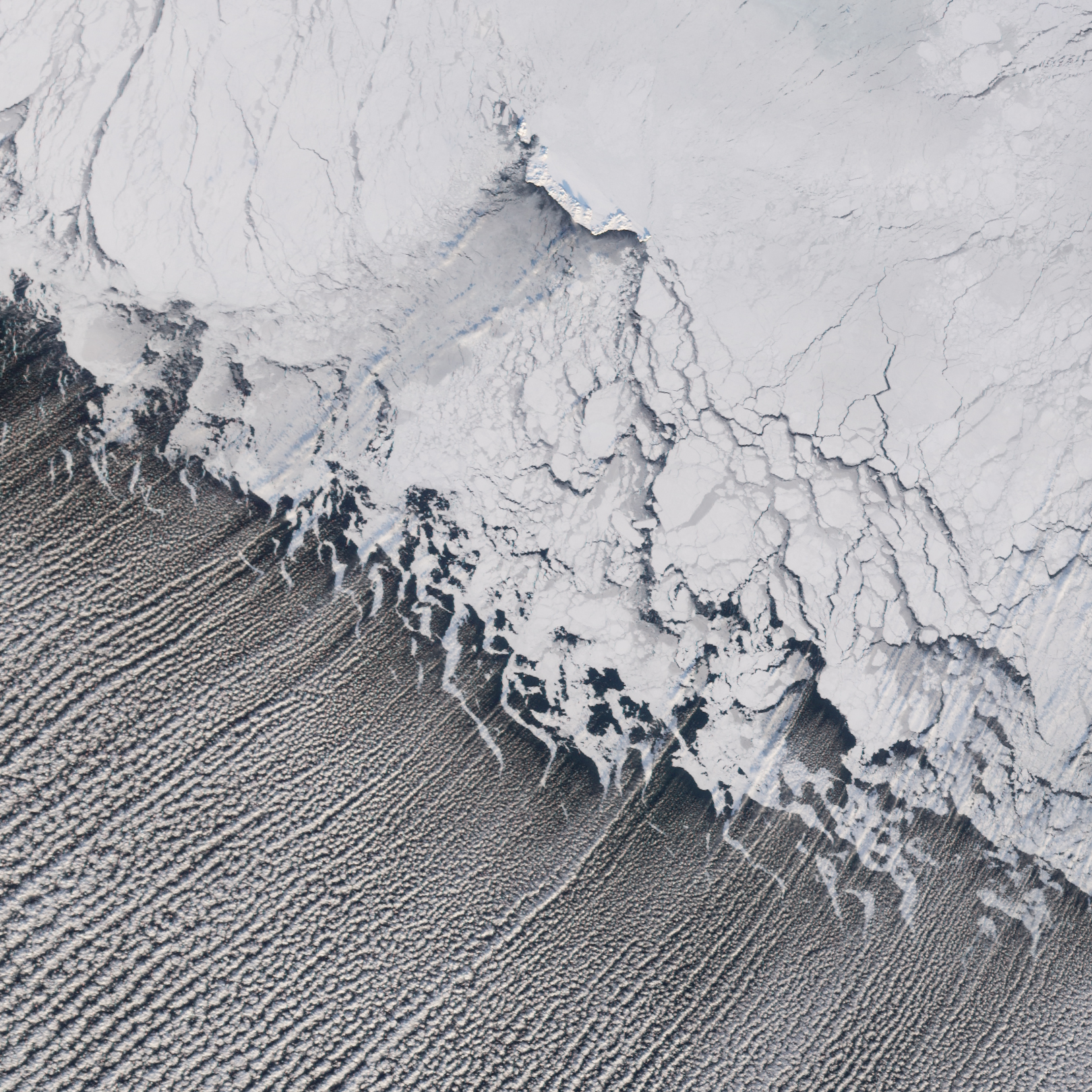
Rues de nuages au-dessus d'une étendue d'eau (partie inférieure de l'image) et dans la mer de Bering.

Les rues de nuages sont de longs alignements de nuages cumuliformes parallèles au vent dans la couche limite planétaire. Ces nuages se forment lorsque la couche basse de l'atmosphère est instable et surmontée par une inversion de température alors qu’un vent soutenu est présent en altitude. Les nuages sont le plus souvent des cumulus mediocris mais peuvent être des nuages plus importants si la convection est plus profonde.   
Ces rues de nuages naissent dans la partie ascendante de rouleaux contrarotatifs parallèles (schémas ci-dessous). Les recherches montrent que ces tourbillons sont une source importante de transport de quantité de mouvement, de chaleur, d'humidité et de polluants dans la couche limite.

## Variantes et étendue

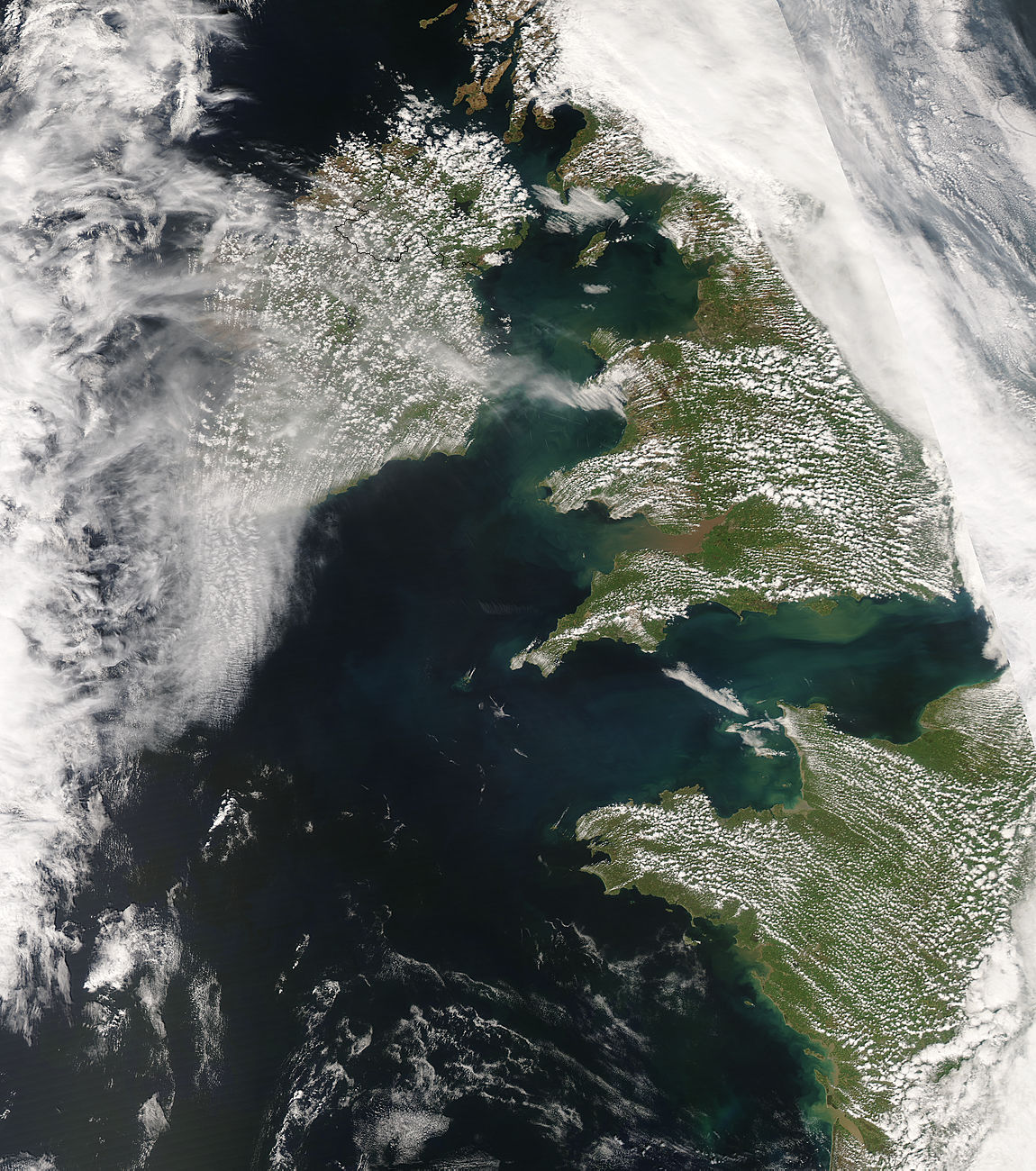
Rues de nuages alignés dans la direction d'un fort vent d'ouest souffle au-dessus de l’Angleterre, du Pays de Galles et de la Bretagne, après le passage d'un front froid.

Rue de nuages se formant sur la Pte St Mathieu, Finistère.

Bien que les rues de nuages conventionnelles soient nettement visibles depuis le sol (animations ci-dessous), ces formations à grande échelle de nuages sont plus faciles à observer à partir des satellites météorologiques (à droite). À une petite différence près dans l'orientation du vent, on peut voir dans l'animation ce qui se passe sur une partie de l'image satellitaire (à savoir sur la Pointe Saint-Mathieu qui termine la Bretagne, un peu au-dessus de la croix de la presqu'île de Crozon).

Animation de rues de nuages en rade de Brest, filmée depuis l'île du Renard de Crozon

Ce type de formation de nuages, conjointement avec d'autres types de formation de nuages, explique pourquoi l'ensoleillement est souvent plus grand sur la côte qu'à l'intérieur des terres.
En général, les rues de nuages effectuent un "pavage" régulier et plus ou moins rectilignes de la surface du globe vue de l'espace. Par contre, ce "pavage" cesse d'être régulier lorsque le vent qui entraîne les rues de nuages rencontre un obstacle (comme une île en mer ou un pic montagneux à terre). Cette déformation des rues de nuages révèle alors ce que l'on nomme les allées de tourbillons de Bénard-Karman.

## Conditions de formation

### Principe

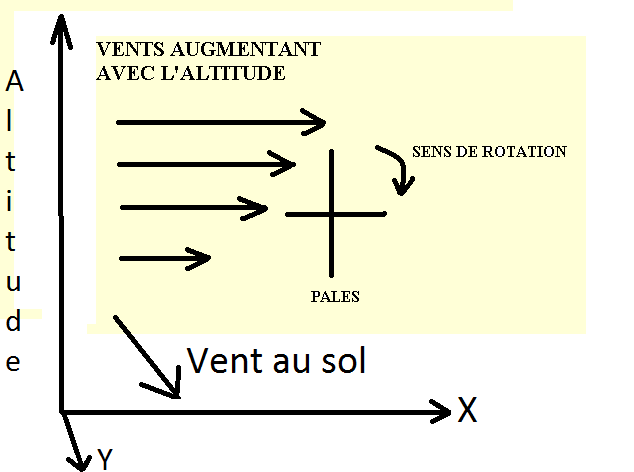
Tourbillon créé par un cisaillement des vitesses dans l'environnement

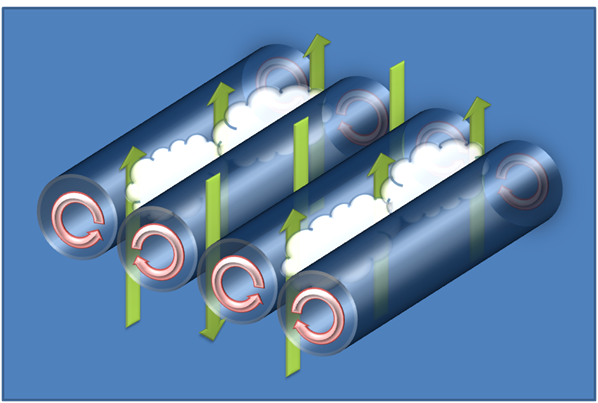
Schéma simplifié de l'organisation des rues de nuages par les rouleaux de convection

La formation de rues de cumulus implique une combinaison d’instabilité thermique et dynamique. La première condition de formation est atteinte quand de l'air froid et sec surmonte de l'air plus chaud et humide, ce dernier est moins dense que le premier et la poussée d'Archimède le fait s'élever en altitude. En s'élevant, les particules d'air voient leur température diminuer par détente adiabatique. La vapeur d'eau qu'elles contiennent se condense alors lorsqu'elles atteignent la température de saturation, ce qui donne les cumulus qui formeront la rue de nuages. 
La seconde condition de formation est remplie quand le cisaillement (la variation de la force des vents avec l'altitude) est important mais presque unidirectionnel à partir d’une certaine hauteur au-dessus du sol et que le vent moyen dans la couche d'altitude devient plus ou moins perpendiculaire au vent au sol. La cause de cette inflexion de l'axe du vent moyen est dû à la perte de friction au-dessus de la zone de la spirale d'Ekman. Le vent se déplaçant plus rapidement en altitude que près du sol, il engendre une rotation perpendiculaire au flux moyen dans la couche la plus près du sol. 
Ces conditions de formation générent alors des rouleaux contrarotatifs, et non un seul vortex. Ceci crée, entre les rouleaux, une alternance de mouvements verticaux ascendants et descendants, ces mouvements verticaux étant parallèles au vent de surface.

### Conditions empiriques pour la formation de rues de nuages
La formation de rues de nuages est un phénomène bien connu des vélivoles. Par expérience, ils ont remarqué que les rues de nuages se forment lorsqu'il y a une couche d'inversion nettement définie au-dessus de la zone convective et lorsque la vitesse du vent, qui augmente avec l'altitude, atteint un maximum juste au-dessous de la couche d'inversion et que la direction du vent change peu en fonction de l'altitude,.
Dans ces conditions, il se forme des rues de nuages parallèles au vent.
Après le passage d'un front froid, il peut se former des rues de nuages perpendiculaires à la direction du vent. Ce phénomène est lié à la formation d'ondes de gravité. Dans les régions montagneuses, il peut aussi se former des rues de nuages parallèles à la chaîne de montagnes. Il peut aussi se former des rues de nuages dans zones de convergence.

### Vol à voile

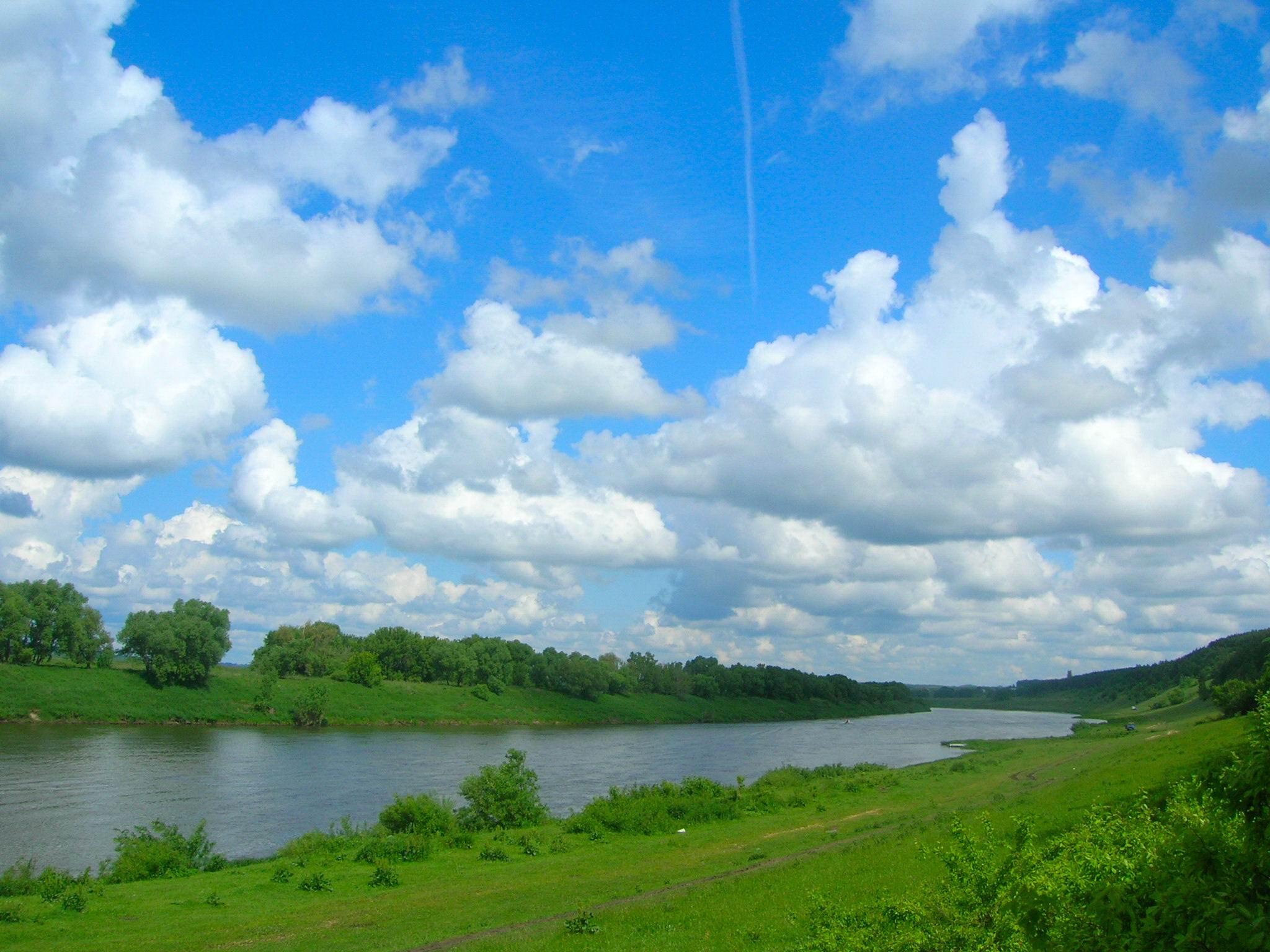
Rues de nuages vues du sol, exploitables par un planeur.

Les rues de nuages sont d'un intérêt majeur pour les pilotes de planeur. En exploitant ces lignes d'ascendances clairement signalées par les nuages, le planeur peut parcourir de longues distances sans avoir à spiraler dans une seule ascendance isolée. De plus, si la trajectoire du planeur a un angle faible avec la direction des rues de nuages, le pilote suivra autant que faire se peut une rue de nuages (où il sera en ascension) et effectuera une transition vers une autre rue de nuages lorsque cela sera nécessaire. De plus, lorsque cela est autorisé, le pilote aura intérêt à voler juste à la base du nuage où les ascendances seront renforcées par un effet d'aspiration. Aux États-Unis, en règle générale, cela est interdit ; tout aéronef doit être à plus de 500 pieds au-dessous de la base des nuages.

### Travaux académiques
Pour que les nuages s'organisent en rues, il faut également que la convection soit limitée par une couche plus stable en altitude. Une convection plus importante risque de produire des nuages comme des cumulus bourgeonnants ou des cumulonimbus qui auront tendance à former des cellules isolées, surtout si le cisaillement des vents est faible. 
La combinaison de ces deux facteurs a été définie par le rapport {\displaystyle z_{i}/L}, où {\displaystyle z_{i}} est l'épaisseur de la couche limite et {\displaystyle L} est la longueur de Monin-Obukhov. Ce dernier paramètre est égal à la hauteur où la  turbulence causée par la convection devient plus importante que celle due au cisaillement.
On peut démontrer que :
{\displaystyle -{z_{i} \over L}=\left({\frac {w_{\ast }}{u_{\ast }}}\right)^{3}}
où {\displaystyle w_{\ast }} est la vitesse convective et {\displaystyle u_{\ast }} est la vitesse de frottement.
Il était admis,
qu'en général, les rues de nuages apparaissaient quand {\displaystyle -z_{i}/L} est plus grand que 5 et plus petit que 25 (ou de manière équivalente {\displaystyle 5<-z_{i}/L<25}). Ceci survient en général juste après le passage d'un front froid, surtout s'il passe sur des eaux plus chaudes, une source d'humidité. On peut aussi avoir des rues de nuages lorsque du brouillard de radiation s'est formé pendant la nuit, mais ces rues de nuages seraient plutôt des rouleaux transitoires de stratocumulus.
En fait, la dissipation des rouleaux de convection se produit lorsque soit le rapport {\displaystyle w_{*}/u_{*}} croît ou lorsqu'un autre paramètre non dimensionnel {\displaystyle {\frac {dU}{dz}}{\frac {z_{i}}{w_{*}}}} croît, dU/dz étant l'expression du cisaillement du vent en fonction de l'altitude.
Les critères de dissipation des rouleaux de convection sont exprimés dans la figure 7 de la référence .
La distance moyenne entre deux rouleaux est égale à 3 fois l'épaisseur de la couche limite.
Ainsi, si l'épaisseur de la couche limite est de 2 km. la distance entre 2 rues de nuages sera de 6 km.